# 猫と裁判
『猫と裁判』（ねことさいばん）は、2014年に初演された日本の演劇。俳優による朗読によって進行する朗読劇である。野村桔梗の小説『その猫に何が起こったか?』を原作とし、法廷を舞台とする内容に翻案されている。

## あらすじ
どこにでもいる平凡な女性がある日突然、猟奇的な殺人を起こした。「平成の阿部定」等とも騒がれるようになる。

## スタッフ
- 脚本、演出 - なるせゆうせい

## キャスト
- 高林啓子 - 白石美帆
- 片桐 - 大和田獏
- 市ノ瀬 - 徳山秀典
- 沢渡和也 - 村井良大

その他：太田基裕、小谷嘉一、山川ありそ、さいださだこ、安藤ヒロキオ